# Річардас Беранкіс

Рі́чардас Бера́нкіс (лит. Ričardas Berankis; 21 червня 1990, Вільнюс) — литовський професійний тенісист.

## Загальна інформація
Річардас — один із двох дітей Олени і Генадіюса Беранкісів. Його старшу сестру звати Ліна (она теж певний час займалась тенісом, але хоч якихось великих успіхів не досягла).
Литовець у тенісі з двох років. Улюблене покриття — хард.
З 9 років Річардас тренується під керівництвом Реміглюса Бальзекаса, під час перебування у Північній Америці тренується в академії Ніка Боллетьєрі у Флориді.
Беранкіс володіє литовською, російською та англійською мовами.

## Рейтинг на кінець року в одиночному розряді
- 2012 — 113
- 2011 — 125
- 2010 — 87
- 2009 — 320
- 2008 — 455
- 2007 — 707

## Виступи на турнирах

### Фінали турнірів в одиночному розряді

#### Фінали турнірівATPв одиночному розряді (1)

##### Поразки (1)
| Легенда                     |
| --------------------------- |
| Турніри Великого шолома (0) |
| Фінал АТР-туру (0)          |
| ATP Мастерс 1000 (0)        |
| АТР 500 (0)                 |
| АТР 250 (0)                 |

| №  | Дата          | Турнір            | Покриття | Суперник у фіналі | Рахунок |
| 1. | 29 липня 2012 | Лос-Анджелес, США | Хард     | Сем Куеррі        | 0-6 2-6 |

#### Фінали челенджерів і ф'ючерсів в одиночному розряді (9)

##### Перемоги (3)
| Умовні позначення |
| Челенджери (2)    |
| Ф'ючерси (1+1)    |

| Титули за покриттям | Титули за місцем проведення матчів турніру |
| ------------------- | ------------------------------------------ |
| Хард (2+1)          | Зал (1)                                    |
| Ґрунт (0)           | Зал (1)                                    |
| Трава (1)           | Відкрите повітря (2+1)                     |
| Килим (0)           | Відкрите повітря (2+1)                     |

| №  | Дата              | Турнір                     | Покриття | Суперник у фіналі | Рахунок           |
| 1. | 18 березня 2007   | Албуфейра, Португалія      | Хард     | Нільс Десейн      | 7-5 6-4           |
| 2. | 6 червня 2010     | Ноттінгем, Велика Британія | Трава    | Го Соеда          | 6-4 6-4           |
| 3. | 28 листопада 2010 | Гельсінкі, Фінляндія       | Хард(i)  | Михал Пшисенжний  | 6-1 2-0 — відмова |

##### Поразки (6)
| №  | Дата              | Турнір                                  | Покриття | Суперник у фіналі | Рахунок        |
| 1. | 18 січня 2009     | Штутгарт, Німеччина                     | Хард(i)  | Ян Мертль         | 4-6 6-3 3-6    |
| 2. | 13 вересня 2009   | Стамбул, Туреччина                      | Хард     | Олексій Кедрюк    | 2-6 4-6        |
| 3. | 28 листопада 2009 | Санто-Домінго, Домініканська республіка | Хард     | Віктор Естрелья   | 5-7 1-6        |
| 4. | 8 серпня 2010     | Ванкувер, Канада                        | Хард     | Дуді Села         | 5-7 2-6        |
| 5. | 20 листопада 2011 | Братислава, Словаччина                  | Хард(i)  | Лукаш Лацко       | 6-7(7) 2-6     |
| 6. | 7 липня 2012      | Віннетка, США                           | Хард     | Джон-Патрік Сміт  | 6-3 3-6 6-7(3) |

### Фінали турнірів у парному розряді

#### Фінали челенджерів і ф'ючерсів у парному розряді (1)

##### Перемоги (1)
| №  | Дата          | Турнір         | Покриття | Партнер      | Суперники у фіналі                | Рахунок |
| 1. | 9 травня 2008 | Мак-Аллен, США | Хард     | Сергій Бетов | Адам Ель-Мідаві Володимир Ігнатик | 6-3 6-3 |